# Venus Lacy
Venus Milette Lacy, przedstawiana w prasie również pod nazwiskiem Lacey (ur. 9 lutego 1967 w Chattanoodze) – amerykańska koszykarka występująca na pozycji środkowej, reprezentantka kraju, mistrzyni olimpijska.
4 lutego 1997 miała wypadek samochodowy.
W swojej karierze występowała też w Grecji, Japonii oraz we Włoszech.

## Osiągnięcia
Na podstawie, o ile nie zaznaczono inaczej.

### NCAA
- Mistrzyni:
  - NCAA (1988)
  - turnieju konferencji American South (1988–1990)
  - sezonu regularnego American South (1988–1990)
- Wicemistrzyni NCAA (1987)
- Uczestniczka rozgrywek NCAA Final Four (1987–1990)
- Koszykarka roku:
  - NCAA (1990 według WBCA, USBWA)[5]
  - konferencji American South (1989, 1990)[6]
- Zaliczana do:
  - I składu All-American (1990 przez Kodaka, USBWA)[7][5]
  - Galerii Sław Sportu:
    - Louisiana Tech University (2011)
    - stanu Luizjana (2014)[5]

### WNBA
- Wicemistrzyni WNBA (1999, 2000)

### Inne
- Wicemistrzyni ABL (1998)
- Liderka Euroligi w zbiórkach (1996)

### Reprezentacja
- Mistrzyni olimpijska (1996)[8][9]
- Brązowa medalistka igrzysk panamerykańskich (1991)[10]
- Koszykarka roku (1989 według USA Basketball)[11]